# Anglais gallois
L'anglais gallois (en anglais Welsh English, Anglo-Welsh, ou Wenglish) correspond aux dialectes de l'anglais parlés au pays de Galles.